# Centro Sportivo Aeronautica Militare
Das Centro Sportivo Aeronautica Militare (oft abgekürzt mit C. S. Aeronautica) ist eine Sportvereinigung unter der Leitung der Italienischen Luftwaffe. Die umfangreichen Sportanlagen befinden sich in Vigna di Valle am Braccianosee rund 30 km nordwestlich des Stadtzentrums von Rom, die Vereinsfarbe ist Azurblau. Bereits in den 1950er-Jahren traten Sportler und Sportmannschaften der Luftwaffe unter dem Kürzel MDA Rom unter dem Schirm des damals noch teilweise unabhängigen Luftfahrtministeriums (ital.: Ministero Dell’Aeronautica, später dann Ministero della Difesa – Aeronautica) bei Wettkämpfen an. Zahlreiche Sportler vom C. S. Aeronautica gewannen bei Olympischen Spielen Medaillen. Folgende Sportarten werden von Athleten ausgeübt:
Leichtathletik, Beachvolleyball, Kajak, Kunstturnen, Rhythmische Sportgymnastik, Basketball, Volleyball, Inlineskating, Moderner Fünfkampf, Fechten, Eiskunstlauf, Reiten, Bobsport, Schießsport, Bogenschießen, Windsurfen

## Geschichte
1964 beschloss der italienische Staat die Sportaktivitäten innerhalb von Militär und Polizei zu professionalisieren und gründete das Zentrum in demselben Jahr. Den Sportlern der Luftstreitkräfte, die noch unter dem Namen MDA Rom firmierten, wurde das neue Sportzentrum auf einem ehemaligen Wasserflugplatz in Vigna di Valle am Ufer des Braccianosees zur Verfügung gestellt. Auf dem alten Flugfeld wurde ein Naturrasenplatz für Hockey mit einer Leichtathletiklaufbahn gebaut. Aus dem großen Hangar entstand eine Basketballhalle. Zu den ersten vom Verteidigungsministerium zugewiesenen Schwerpunktsportarten gehörten Bobfahren, Feldhockey und Rollschuhsport. Sämtliche Sportgruppen des italienischen Militärs, der Polizei und Feuerwehr sind in den Corpi Sportivi zusammengefasst.
In den 1980er-Jahren wurde das Sportzentrum weiter ausgebaut und modernisiert. C. S. Aeronautica verfolgte zwei Ziele, einerseits Leistungssportler, die ihren Militärdienst absolvierten, weiter zu fördern, andererseits dem gesamten Personal der Luftwaffe Freizeitsport anzubieten. Bis zur Jahrtausendwende lag der Fokus der Leistungssportförderung im Fechten, Leichtathletik, Basketball, Segeln und Reiten. Seitdem kamen sukzessive weitere Sportarten hinzu: 2001 Volleyball, 2003 Turnen, 2006 Bogenschießen, 2007 Tischtennis, Schießen und 2009 Beachvolleyball. Bei den Olympischen Spielen 2016 in Rio de Janeiro nahmen 23 Sportler des C. S. Aeronautica teil. Der Freizeitsport ist heutzutage zu Gunsten des Leistungssports in den Hintergrund getreten.

## Beachvolleyball
- Daniele Lupo:

 Olympische Sommerspiele Rio de Janeiro 2016
- Paolo Nicolai:

 Olympische Sommerspiele Rio de Janeiro 2016

## Bobsport
- Lamberto Dalla Costa:

 im Zweierbob Olympische Winterspiele Cortina d’Ampezzo 1956
- Giacomo Conti:

 Olympische Winterspiele Cortina d’Ampezzo 1956
- Luciano De Paolis:

 im Zweierbob Olympische Winterspiele Grenoble 1968
 im Viererbob Olympische Winterspiele Grenoble 1968

## Bogenschießen
- Michele Frangilli:

 im Mannschaftswettbewerb Olympische Sommerspiele London 2012
- Marco Galiazzo:

 im Mannschaftswettbewerb Olympische Sommerspiele London 2012
 im Mannschaftswettbewerb Olympische Sommerspiele Peking 2008
- Mauro Nespoli:

 im Mannschaftswettbewerb Olympische Sommerspiele London 2012
 im Mannschaftswettbewerb Olympische Sommerspiele Peking 2008

## Basketball
- 1960 Serie B Staffel F 1./6
- 1961 Serie A Staffel B 1./8 (4. Platz Endrunde Meisterschaft)
- 1962 Serie A Staffel B 4./11
- 1963 Serie A Staffel C 6./10
- 1964 Serie A Staffel C 8./10

## Fechten
- Andrea Baldini:

 im Florettfechten Mannschaft Olympische Sommerspiele London 2012
- Stefano Carozzo:

 im Degenfechten Mannschaft Olympische Sommerspiele Peking 2008
- Matteo Tagliariol:

 im Degenfechten Einzel Olympische Sommerspiele Peking 2008
 im Degenfechten Mannschaft Olympische Sommerspiele Peking 2008
- Diego Occhiuzzi:

 im Säbelfechten Einzel Olympische Sommerspiele London 2012
 im Säbelfechten Mannschaft Olympische Sommerspiele Peking 2008
 im Säbelfechten Mannschaft Olympische Sommerspiele London 2012
- Paolo Pizzo:

 im Degenfechten Mannschaft Olympische Sommerspiele Rio de Janeiro 2016
- Ilaria Salvatori:

 im Florettfechten Mannschaft Olympische Sommerspiele London 2012
 im Florettfechten Mannschaft Olympische Sommerspiele Peking 2008

## Hockey
| Europapokalbilanz |                    |        |       |           |
| Jahr              | Wettbewerb         | Niveau | Platz | Ort       |
| 1969              | Club Champions Cup | 1      | 2     | Brüssel   |
| 1970              | Club Champions Cup | 1      | 8     | Terrassa  |
| 1971              | Club Champions Cup | 1      | 2     | Rom       |
| 1972              | Club Champions Cup | 1      | 8     | Frankfurt |

Zwischen 1962 und 1971 wurde das Hockeyteam, das in weißen Trikots mit blau-rotem Diagonalstreifen und weißen Hosen spielte, unter der Bezeichnung MDA Rom siebenmal italienischer Meister. In der Rangliste der meisten nationalen Feldhockeytitel steht MDA an dritter Stelle hinter Rekordmeister SG Amsicora aus Cagliari mit 22 Meisterschaften und dem neunfachen Champion HC Genua. Bis heute ist MDA der erfolgreichste italienische Verein auf internationaler Bühne. Bei den vier Teilnahmen beim EuroHockey Club Champions Cup erreichte der Club zweimal das Endspiel. Bei der Premiere des Wettbewerbs 1969 beim Wellington RTHC in Brüssel verlor das Team das Finale knapp 0:1 gegen den spanischen Meister Club Egara. Zwei Jahre später richtete MDA das Europapokalturnier in Rom aus und unterlag im Endspiel vor 10.000 Zuschauern im Velodromo Olimpico erst nach Siebenmeterschießen dem deutschen Meister SC Frankfurt 1880.
Für die nationalen und internationalen Erfolge erhielt die Mannschaft 1971 die Verdienstmedaille des Verteidigungsministeriums.
Trotzdem wurde die Mannschaft aufgelöst und auf die Vereine HC Napoli und Levante Assicurazioni aufgeteilt. Ein Großteil der Spieler wurde dann noch mit Neapel 1973 und 1974 italienischer Meister.
Erfolge
- Italienischer Feldhockey-Meister: 1962, 1963, 1966, 1968, 1969, 1970, 1971

## Kunstturnen
- Matteo Morandi:

 im Geräteturnen Ringe Olympische Sommerspiele London 2012

## Leichtathletik

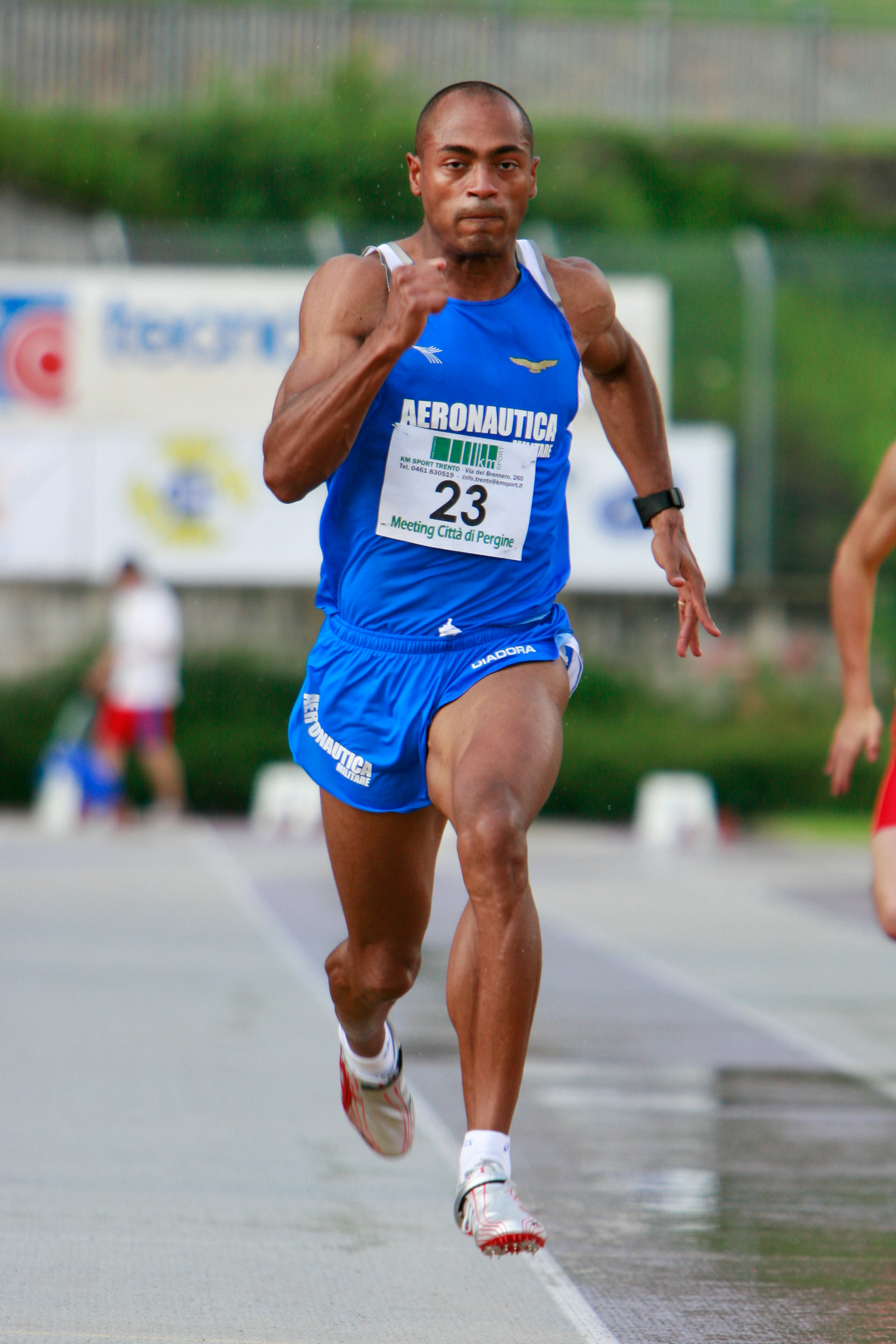
Jacques Riparelli im Trikot von C. S. Aeronautica

- Italienischer Meister 4 × 100-m-Staffel der Männer: 1969, 1971, 2001, 2002, 2010, 2012

## Rhythmische Sportgymnastik
- Romina Laurito, Elisa Santoni, Elisa Blanchi, Anzhelika Savrayuk, Marta Pagnini, Andreea Stefanescu

 Rhythmische Sportgymnastik Gruppe Olympische Sommerspiele London 2012